# Distretto di Noën
Il distretto di Noën è uno dei quindici distretti (sum) in cui è suddivisa la provincia dell'Ômnôgov', in Mongolia. Conta una popolazione di 1.318 abitanti (censimento 2009). 